# Comité Olímpico da Guiné-Bissau
O Comité Olímpico da Guiné-Bissau (COGB) é um membro do Comité Olímpico Internacional e como Comité Olímpico Nacional organiza os eventos de carácter olímpico na Guiné-Bissau e fiscaliza e organiza os desportos que terão representação do país nos Jogos Olímpicos. Criado em 1992, o COGB faz parte da Associação dos Comités Olímpicos Nacionais de África e é membro fundador da Associação dos Comités Olímpicos de Língua Oficial Portuguesa.

## Federações
Lista das federações de desportos olímpicos filiadas ao COGB.
- Federação de Atletismo da Guiné-Bissau
- Federação de Basquetebol da Guiné-Bissau
- Federação de Boxe da Guiné-Bissau
- Federação de Canoagem da Guiné-Bissau
- Federação de Futebol da Guiné-Bissau
- Federação de Luta da Guiné-Bissau
- Federação de Ténis da Guiné-Bissau
- Federação de Voleibol da Guiné-Bissau

## Presidentes
- 1995–2001: José Manuel Vaz Fernandes
- 2001–2013: Augusto Bernardo Viegas
- Desde 2013: Sérgio Mané